# Andreas Thiel
Pour les articles homonymes, voir Thiel.
Andreas Thiel, né le 3 mars 1960 à Lünen, Allemagne, est un ancien joueur de handball allemand évoluant au poste de gardien de but. Vice-champion olympique en 1984, il a été l'un des plus grands gardiens de but de l'histoire de l'Allemagne et a été à ce titre élu à sept reprises meilleur handballeur de l'année en Allemagne.

## Palmarès

### En club
Compétitions internationales
- Coupe des clubs champions (1) : 1983
- Supercoupe d'Europe (2) : 1979, 1983
- Coupe IHF (1) : 1982
  - finaliste en 1992
- Finaliste de la Coupe des Coupes en 1980
  - demi-finaliste en 1993

Compétitions nationales
- Championnat d'Allemagne (5) : 1982, 1983, 1985, 1988, 1991
  - Vice-champion en 1980, 1981
- Coupe d'Allemagne (3) : 1982, 1983, 1985
  - Finaliste en 1993
- Champion d'Allemagne de deuxième division (1) : 1999

### En sélection nationale
- Jeux olympiques[1]
  -  Médaille d'argent aux Jeux olympiques de 1984 à Los Angeles
  - 7e place aux Jeux olympiques de 1996 à Atlanta
  - 10e place aux Jeux olympiques de 1992 à Barcelone
- Championnat du monde
  - 7e place au Championnat du monde 1982,  Allemagne de l'Ouest
  - 7e place au Championnat du monde 1986,  Suisse
  - 6e place au Championnat du monde 1993,  Suède
  - 4e place au Championnat du monde 1995,  Islande
- Autres
  - 257 sélections en équipe d'Allemagne

### Distinctions individuelles
- élu meilleur handballeur de l'année en Allemagne (7) : 1983, 1984, 1985, 1986, 1987, 1989, 1993
- élu meilleur gardien de but du championnat du monde 1995[2]